# Shaun Wilkinson (Dartspieler)
Shaun Wilkinson (* 22. Januar 1992 in Crewe, England) ist ein englischer Dartspieler, der bei Wettbewerben der Professional Darts Corporation antritt. Er wirft mit der rechten Hand.

## Karriere
Bei der Q-School im Jahr 2022 gewann Wilkinson seine Tour Card, indem er den letzten Qualifikationsplatz auf dem britischen Q-School Order of Merit belegte, um sich eine zweijährige Karte für die PDC-Tour zu sichern. Bei den UK Open 2022 verlor er mit 4:6 gegen James Wilson in der 1. Runde und schied aus. Bei den Players Championships 2022 spielte er sich zweimal ins Achtelfinale, was jedoch nicht reichte, um sich für weitere Major-Turniere zu qualifizieren.
Anfang 2023 meisterte Wilkinson den ersten Tour Card Holder Qualifier für die European Darts Tour. Dort gab er sein Debüt schließlich bei den Baltic Sea Darts Open 2023 in Kiel, wo er in der ersten Runde Ritchie Edhouse mit 2:6 unterlag. Kurz darauf trat er erneut bei den UK Open an und durfte dabei in der zweiten Runde starten. Er verlor jedoch direkt Dylan Slevin mit 4:6.
Ansonsten konnte er nicht an die beiden Achtelfinale aus dem Vorjahr anknüpfen. Insgesamt gewann er bei den Players Championships 2023 gerade mal acht Spiele und konnte sich für keine weiteren Majors qualifizieren. Somit muss Wilkinson seine Tourkarte Ende 2023 wieder abgeben.
Bei der darauffolgenden Q-School 2024 startete Wilkinson in der Final Stage. Er nahm jedoch nur an den ersten drei Tagen teil und gewann dabei lediglich ein Spiel.